# アントニー・ノゲ
アントニー・ノゲ（Antony Noghès、1890年9月13日 - 1978年8月2日）は、モナコ公国の実業家で、モナコグランプリの創設者として知られる人物である。

## 父アレクサンドル
ノゲ家はタバコ製造を家業としており、アントニー・ノゲの父親であるアレクサンドル・ノゲ（Alexandre Noghès、1865年生 - 1944年2月25日没）は、モナコ公国の行政府においてタバコの調達、製造、販売を独占管理していたタバコ規制総局（Agent général de la Régie des Tabacs et Allumettes）の長官を務めていた。同時に、アレクサンドルは1909年からモナコの競技車両愛好家の集まりである「競技自動車及び競技自転車協会」（SAVM）で会長を務めており、ノゲの勧めを受けたアレクサンドルは、会長に就任してほどなく「自動車レースの開催」を提案し、2年後の1911年にラリー・モンテカルロの第1回大会の開催が実現した。
SAVMはその名の通り自転車競技も扱っており、元々は自転車の組織として発足したものだが、ラリー・モンテカルロや、自動車展示会のモナコ自動車週間の成功を受けて、アレクサンドルらはこれからは自動車の時代が来ると確信を得るに至った。

## モナコグランプリ初開催に至る経緯
第一次世界大戦（1914年 - 1918年）による中断期間を挟んで、アレクサンドルらSAVMのメンバーは1921年にモナコ自動車週間を再開させた。その活動は自動車中心のものとなっていたことから実態に合わせ、1925年にSAVMの名称は「モナコ自動車クラブ」（ACM。Automobile Club de Monaco）に改称された。
ACMは、国際組織である国際公認自動車クラブ協会（AIACR。FIAの前身）に加入申請をすることを決定し、ここでノゲは申請の責任者としてパリのAIACR本部へと赴いた。しかし、この申請は「ACMが主催していると主張しているスポーツ競技はいずれも“モナコ国内”では開催されていない（フランスで開催されている）」として却下され、ノゲは何の成果もなくモナコに帰ることになった。
AIACRに加盟できないということは、ACMはフランス自動車クラブの下部組織であるニース自動車クラブの外部団体という位置付けに甘んじることを意味した。これは独立国であるモナコの自動車クラブとしては非常に屈辱的なことだった。
この一件で奮起したノゲは、モンテカルロ市内の公道で自動車レースを開催できないか、その後の2年間に渡って検討を重ね、競技面ではモナコ出身のレーシングドライバーであるルイ・シロン、建設の技術面ではジャック・タッフ（Jacques Taffe）に助力を求めて計画を進めた。
この計画を実現するにはモナコ公国の観光業に大きな影響力を持つソシエテ・デ・バン・ド・メール（SBM）による賛同と資金援助が不可欠であり、ノゲはSBMの経営者であるルネ・レオン（René Leon）を説得し、この計画が公国の観光業にもたらすメリットを認識させ、SBMから計画実現のための資金を引き出した。
こうして1928年に翌年にモナコグランプリを開催することを発表し、ACMはAIACRから加入を認められた。1929年4月、第1回モナコグランプリは開催されて大きな成功を収め、初開催のために尽力したノゲはモナコグランプリの創設者として名を残すことになる。

## その後
1940年11月、すでにフランスは戦時下となっていた時期、父アレクサンドルは31年間務めたACMの会長職を退任し、ノゲはその後継者としてACM会長に就任した。
1950年にF1世界選手権が始まるとモナコグランプリは初年度から世界選手権に組み込まれ（1950年シーズンの第2戦として開催された）、以降、同選手権の看板レースのひとつとして開催されるようになった。
ノゲは1953年4月14日にACMの会長職を退いた。その後、1960年と1961年のモナコグランプリではレースディレクターを務めた。
1960年代にはモナコ公国の立法府である国民議会（定数24名・任期5年）に加わり、モナコ大公レーニエ3世がモナコ憲法を停止していた期間（1960年 - 1962年）、大公の意向により、一時的に議長を務めた。

## 死去
ノゲは1978年8月に死去した。

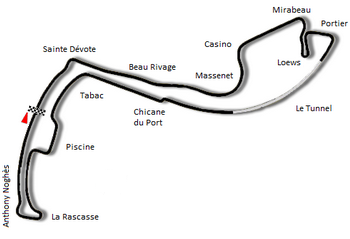
1970年代末のモンテカルロ市街地コースのコース図。最終コーナーは図の左下に位置している。

ノゲが死去した当時、モンテカルロ市街地コースの最終コーナーは「Gazometer」と呼ばれていたが、死去の翌1979年、その名は「Antony Noghès」（アントニー・ノゲ）に改められた。日本語では、英語の発音に由来する「アントニー・ノウズ」として知られている。
1990年、モナコ公国の郵政事業を扱うポステ・モナコはノゲの生誕100周年を記念し、記念切手を発行した。

## 人物
賢明で現実的な思考を持ち、温厚で寛大な人物だったと言われている。
ボクシング、ボート競技、サイクリング（自転車レース）などの経験者で、水彩画を趣味としていた。

### 家族
息子2人と娘1人の3子をもうけた。
長子のアレクサンドルは弁護士で、モナコ公家のアントワネット・ド・モナコ（レーニエ3世の姉）と一時結婚していた（1951年 - 1954年）。
末子のジル・ノゲは、モナコ公国の外交官となり、様々な国で大使を務め、初代の駐米モナコ大使（2006年着任）や、国際連合のモナコ常任代表（2004年）を務めた。ジルの息子（ノゲの孫）のヤン＝アントニーは、テレビ番組のプロデューサーをしており、2019年にモナコグランプリについてのドキュメンタリー『Grand Prix de Monaco, la légende』を製作した。